# Детектор электронного захвата

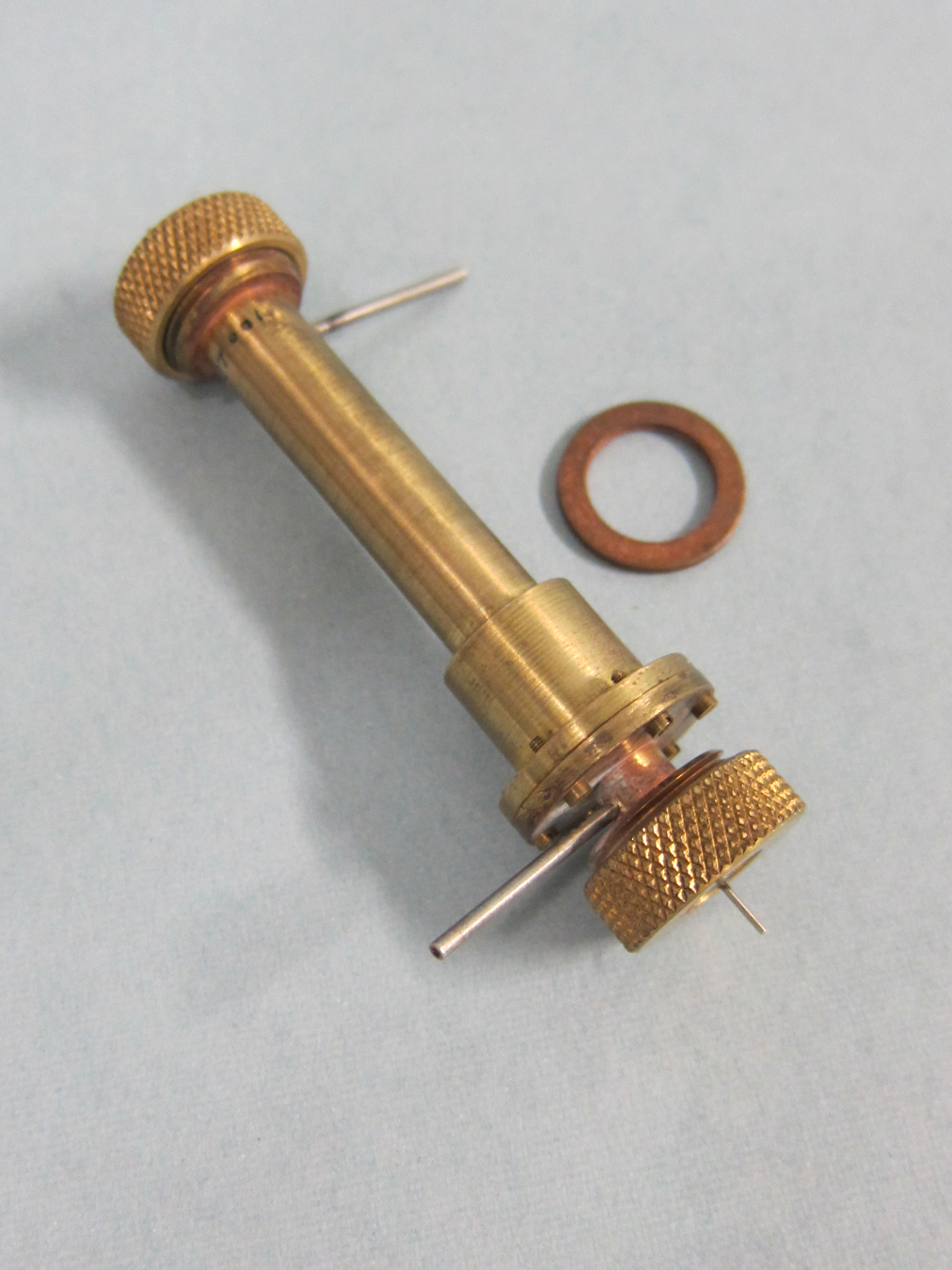
Детектор электронного захвата

Детектор электронного захвата (электронно-захватный детектор) — селективный детектор, используемый в газовой хроматографии.
Обладает селективностью к атомам[уточнить] веществ, обладающих высоким сродством к электрону, например галоген-, азот- и кислородсодержащих веществ. Эти вещества легко захватывают свободные электроны и ионизируются. Детектор обладает очень высокой чувствительностью к галогенсодержащей органике.
Изобретен Джеймсом Лавлоком в 1957 году.

## Принцип действия
Принцип действия основан на разной подвижности ионов и свободных электронов. В камеру детектора помещают высокостабильный источник электронов низкой энергии. Обычно это изотоп никеля-63. При попадании в камеру исследуемого вещества оно начинает захватывать электроны, уменьшая их количество в камере. Образовавшиеся отрицательные ионы гораздо медленнее двигаются к противоположному электроду и потому на некоторое время ток через детектор уменьшится. Это изменение тока трактуется как появление искомого вещества в камере.
Конструктивно детектор представляет собой камеру, через которую прокачивают газ из хроматографической колонки. В камере установлены два электрода, на которые подается постоянное напряжение. Ток в цепи регистрируется. Также в камере установлен изотопный источник электронов на основе никеля-63.